# Janusz Stanisław Iliński (kompozytor)
Jan Stanisław Iliński herbu Lis, także Janusz Stanisław, Johann Stanislaus (ukr. Ян Станіслав Ілінський, ur. 1795 w Romanowie, zm. 11 grudnia?/23 grudnia 1860 w Brodach) – polski hrabia, działacz kulturalny i społeczny, kompozytor i poeta.

## Życiorys
Pochodził z rodziny magnackiej pielęgnującej tradycje muzyczne. Edukację muzyczną odebrał w Wiedniu w klasie A. Salieriego i F. Kauera, konsultacji udzielał mu także prawdopodobnie Beethoven. Był prokuratorem generalnym Senatu Warszawy, sekretarzem Kancelarii Wielkiego Księcia Konstantego Pawłowicza, a w 1853 został mianowany senatorem i doradcą cara. Sporadycznie zajmował się literaturą i kompozycją. Był autorem "Projektu Statutu Towarzystwa Filharmonicznego” w Kijowie, przedłożonego generalnemu gubernatorowi Kijowa w 1833. Został kuratorem honorowym I Gimnazjum Kijowskiego (1834-35) i Uniwersytetu Kijowskiego (1835). Jego kompozycje były wydawane w Wiedniu u Diabellego i Mechettiego.

## „Orkiestra Rodzinna”
Dziadek Ilińskiego Jan Kajetan Iliński, starosta Żytomierza stworzył w Romanowie orkiestrę złożoną ze 100 muzyków i 30-osobowy chór. Jego syn Józef August Iliński, rosyjski senator, powiększył orkiestrę symfoniczną do 120 osób (w tym o Włochów, Niemców, Polaków i szczególnie cenionych chłopów ukraińskich). Utrzymywał również chór mieszany składający się z 84 chórzystów pochodzenia chłopskiego wyszkolonych w Rzymie, balet (12 najpiękniejszych baletnic wraz z 6 końmi arabskimi zaprezentował rosyjski książę Konstanty) oraz 2 zespoły operowe – niemiecki z Węgier i włoski z Petersburga, gdzie oprócz Włochóch, jako solista występował poddany Romanowów pod pseudonimem „Romani”, który studiował w Paryżu. Na koncertach prezentowana była muzyka europejska i dzieła Ilińskiego, występowali m.in. znani wirtuozi, śpiewacy operowi z Sankt Petersburga i Włoch, francuski zespół baletowy, czy niemiecki zespół operowy. "Orkiestrą Rodzinną” w Romanowie kierował Sila Karelin, a także Ignacy Dobrzyński, ojciec Ignacego Feliksa.

## Wybrane kompozycje
- Symfonia F-dur
- Uwertura i Antrakt do sztuki "Leuchtturm" Houwalda
- Uwertura "Maria Steward"
- Uwertura "Romeo i Julia"
- Uwertura-fuga na tematy A. Salieriego
- Wielki Marsz na inaugurację Uniwersytetu Kijowskiego (1834)
- "Kantata na Odkrycie Uniwersytetu Kijowskiego" (wyk. 15 lipca 1834)
- 4 marsze na orkiestrę
- 2 Koncerty fortepianowe
- Koncert podwójny na 2 fortepiany
- 3 walce chromatyczne na fortepian
- 3 fugi na fortepian na 4 ręce
- 8 kwartetów smyczkowych
- Rondo na skrzypce i orkiestrę
- Msza na chór mieszany
- 2 msze na chór i orkiestrę
- Requiem e-moll
- Requiem c-moll
- Te Deum na chór i orkiestrę
- Stabat Mater na chór i orkiestrę
- 2 psalmy: De Profundis i Miserere na chór mieszany
- 10 romansów do tekstów francuskich
- Ballada "Der blasse Mann" do słów A. Vogla
- Aria włoska
- Aria wirtuozowska (ded. A. Catalani)
- Preghiera i aria ("L'Aurora d'Italia")
- Romanse: "Elmira", "Le Solitaire de Kolonna"

## Twórczość literacka
Wiersze: "Les réves d'âme", "Brises d'automne" (Paryż 1835), "Le Solitaire de Colonna" (Paryż 1850)